# Organiek Besluit 1815
Vlak na het herstel van de onafhankelijkheid van Nederland stelde koning Willem I een commissie in om te adviseren over een nieuwe regeling van het hoger onderwijs. Deze nieuwe regeling kwam er in 1815 middels het omvangrijke Organiek Besluit 1815 met 270 artikelen. Hierin was geregeld dat er drie hooge schoolen waren, namelijk te Leiden, Groningen en Utrecht. De onder het bewind van Napoleon opgeheven universiteiten te Franeker en Hardewijk werden athenea. In het Organieke Besluit 1815 is geprobeerd om de Franse orde en regelmaat te koppelen aan Nederlandse vrijheid en wetenschappelijke tradities. Het Organiek Besluit 1815 was desalniettemin geen radicale breuk met het verleden. Het hoger onderwijs bleef gericht op het opleiden van mannen om een maatschappelijke betrekking te gaan vervullen. Voor het opleiden van nieuwe wetenschappers was minder aandacht. Het doel van het hoger onderwijs werd dan ook als volgt omschreven:
Onder den naam van Hooger Onderwijs wordt verstaan zoodanig onderwijs, als ten doel heeft, den leerling, na afloop van het lager en middelbaar onderwijs, tot eenen geleerden stand in de maatschappij voor te bereiden.
Het geven van hoger onderwijs was vrij. Deze vrijheid was het echter zeer beperkt. Het onderwijs dat gegeven zou worden aan bijzondere universiteiten kon niet meetellen voor de examens. Hierdoor bleef de student aangewezen op de rijksuniversiteiten.